# Pinhais
Pinhais is een gemeente in de Braziliaanse deelstaat Paraná. De gemeente telt 129.445 inwoners (schatting 2017).

## Aangrenzende gemeenten
De gemeente grenst aan Curitiba, Colombo, Piraquara, Quatro Barras en São José dos Pinhais.